# Halowe Mistrzostwa Ameryki Południowej w Lekkoatletyce 2025
4. Halowe Mistrzostwa Ameryki Południowej w Lekkoatletyce – zawody lekkoatletyczne, które odbyły się w dniach 22-23 lutego 2025 w Cochabambie.

## Rezultaty

### Mężczyźni
| Konkurencja               | 1. miejsce                                                             | Wynik   | 2. miejsce                                                                | Wynik   | 3. miejsce                                                                     | Wynik   |
| ------------------------- | ---------------------------------------------------------------------- | ------- | ------------------------------------------------------------------------- | ------- | ------------------------------------------------------------------------------ | ------- |
| Bieg na 60 m              | Neiker Abello                                                          | 6,60    | Felipe Bardi                                                              | 6,64    | Franco Florio                                                                  | 6,67    |
| Bieg na 400 m             | Elián Larregina                                                        | 47,21   | Kelvis Padrino                                                            | 47,42   | Javier Gómez                                                                   | 47,91   |
| Bieg na 800 m             | Leonardo Santos                                                        | 1:49,94 | Marco Vilca                                                               | 1:51,01 | Guilherme Orenhas                                                              | 1:51,02 |
| Bieg na 1500 m            | Thiago André                                                           | 3:50,09 | David Ninavia                                                             | 3:52,48 | Yeferson Cuno                                                                  | 3:59,27 |
| Bieg na 3000 m            | David Ninavia                                                          | 8:30,66 | Víctor Aguilar                                                            | 8:37,31 | Yeferson Cuno                                                                  | 8:38,83 |
| Bieg na 60 m przez płotki | Eduardo de Deus                                                        | 7,67    | Thiago Ornelas                                                            | 7,67    | Francisco Ferreccio                                                            | 7,94    |
| Sztafeta 4 × 400 m        | Wenezuela Javier Gómez · Ryan López · Sebastián López · Kelvis Padrino | 3:18,29 | Boliwia Marcelo Pérez · Nery Peñaloza · Bladimir Rueda · Ikenna Ibe-Akobi | 3:20,71 | Argentyna Helber Melgarejo · Renzo Cremaschi · Franco Florio · Elián Larregina | 3:23,58 |
| Skok wzwyż                | Thiago Moura                                                           | 2,22    | Fernando Ferreira                                                         | 2,16    | Sebastián Daners                                                               | 2,05    |
| Skok w dal                | Arnovis Dalmero                                                        | 7,96    | José Luis Mandros                                                         | 7,84    | Emiliano Lasa                                                                  | 7,79    |
| Trójskok                  | Elton Petronilho                                                       | 16,52   | Almir dos Santos                                                          | 16,39   | Leodan Torrealba                                                               | 16,05   |
| Pchnięcie kulą            | Welington Morais                                                       | 20,92   | Willian Dourado                                                           | 20,60   | Juan Manuel Arrieguez                                                          | 17,32   |
| Siedmiobój                | José Fernando Ferreira                                                 | 5773    | Pedro de Oliveira                                                         | 5668    | Gerson Izaguirre                                                               | 5060    |

### Kobiety
| Konkurencja               | 1. miejsce                                                              | Wynik   | 2. miejsce                                                                           | Wynik    | 3. miejsce         | Wynik    |
| ------------------------- | ----------------------------------------------------------------------- | ------- | ------------------------------------------------------------------------------------ | -------- | ------------------ | -------- |
| Bieg na 60 m              | Ana Carolina Azevedo                                                    | 7,16    | Marlet Ospino                                                                        | 7,22 =   | Anais Hernández    | 7,31     |
| Bieg na 400 m             | María Florencia Lamboglia                                               | 55,35   | Ibeyis Romero                                                                        | 56,44    | Lucía Sotomayor    | 56,95    |
| Bieg na 800 m             | Jaqueline Weber                                                         | 2:10,46 | María Rojas                                                                          | 2:11,65  | Cecilia Gómez      | 2:13,61  |
| Bieg na 1500 m            | Anita Poma                                                              | 4:23,75 | Benita Parra                                                                         | 4:30,18  | July da Silva      | 4:37,14  |
| Bieg na 3000 m            | Benita Parra                                                            | 9:43,90 | Micaela Rivera                                                                       | 10:00,12 | Gabriela Mamani    | 11:00,21 |
| Bieg na 60 m przez płotki | Ketiley Batista                                                         | 8,11    | Helen Bernard Stilling                                                               | 8,29     | Génesis Romero     | 8,30     |
| Sztafeta 4 × 400 m        | Boliwia Lucía Sotomayor · Mariana Arce · Nayana Aramayo · Cecilia Gómez | 3:56,34 | Argentyna Helen Bernard Stilling · Marlene Koss · Victoria Zanolli · Belén Fritzsche | 4:08,20  | N/A                | N/A      |
| Skok wzwyż                | Arielly Monteiro                                                        | 1,82    | Lorena Aires                                                                         | 1,73     | Valdiléia Martins  | 1,70     |
| Skok o tyczce             | Beatriz Chagas                                                          | 4,25    | Isabel Demarco                                                                       | 4,20     | Carolina Scarponi  | 4,05     |
| Skok w dal                | Natalia Linares                                                         | 6,64    | Nathalee Aranda                                                                      | 6,42     | Eliane Martins     | 6,24     |
| Trójskok                  | Regiclecia Candido                                                      | 14,17   | Gabriele dos Santos                                                                  | 13,47    | Valeria Quispe     | 13,17    |
| Pchnięcie kulą            | Ivana Gallardo                                                          | 17,63   | Ana Caroline Silva                                                                   | 16,65    | Lívia Avancini     | 15,92    |
| Pięciobój                 | Tamara de Sousa                                                         | 4294    | Roberta dos Santos                                                                   | 4253     | Ana Paula Argüello | 3395     |

## Klasyfikacja medalowa
*   Gospodarz ( Boliwia)
| Miejsce | Reprezentacja | Złoto | Srebro | Brąz | Razem |
| ------- | ------------- | ----- | ------ | ---- | ----- |
| 1       | Brazylia      | 14    | 10     | 5    | 29    |
| 2       | Boliwia*      | 3     | 4      | 4    | 11    |
| 3       | Kolumbia      | 3     | 1      | 0    | 4     |
| 4       | Argentyna     | 2     | 2      | 5    | 9     |
| 5       | Wenezuela     | 1     | 3      | 4    | 8     |
| 6       | Peru          | 1     | 3      | 2    | 6     |
| 7       | Chile         | 1     | 0      | 1    | 2     |
| 8       | Urugwaj       | 0     | 1      | 2    | 3     |
| 9       | Panama        | 0     | 1      | 0    | 1     |
| 10      | Paragwaj      | 0     | 0      | 1    | 1     |
| Razem   | Razem         | 25    | 25     | 24   | 74    |